# Жан-Луї Прево
Жан-Луї Прево (фр. Jean-Louis Prévost; 12 травня 1838 — 12 вересня 1927) — швейцарський (м. Женева) невропатолог та фізіолог.

## Освіта
Жан-Луї Прево навчався в Цюриху, Берліні та Відні. У 1864 році проходив навчання в інтернатурі під керівництвом Альфреда Вульпіана (1826—1887). Після здобуття диплома лікаря в 1868 році в Парижі він повернувся до Женеви та почав працювати в лабораторії Августуса Валлера (1816—1870). У 1876 році йому присвоєне вчене звання професора терапії в Університеті Женеви, а в 1897 році він став наступником Моріца Шиффа (1823—1896) та обійняв посаду професора кафедри фізіології, на якій перебував до кінця 1913 року.

## Наукова діяльність
Наукова діяльність Прево пов'язана з нейрофізіологією, на тему якої він опублікував більше 60 книг та оригінальних статей. Ще будучи студентом, Прево працював з Jules Cotard (1840—1887) в проекті з вивчення розм'якшення головного мозку (енцефаломаляція) та був співавтором публікації результатів цієї роботи: Etudes physiologiques et pathologiques sur le ramollissment cérébral. Разом з Jacques-Louis Reverdin (1848—1929) та Constant-Edouard Picot (1844—1931) Прево був співзасновником рецензованого журналу «Revue médicale de la Suisse».

## Учні
- Joseph Jules Dejerine (1849—1917) — французький невролог
- Paul Charles Dubois (1848—1918) — швейцарський невропатолог

## Епонім
Симптом Прево або Déviation conjuguée був вперше описано науковцем в 1868 році в його докторській дисертації.